# Anchhaf
Anchhaf – budowniczy piramidy faraona Chefrena, syna faraona Cheopsa. Popiersie Anchhafa znajduje się w Museum of Fine Arts (Muzeum Sztuk Pięknych) w Bostonie (USA). Dzięki swojemu realizmowi, szczególnie widocznemu w zindywidualizowanym oddaniu rysów twarzy, jest ono unikalnym dziełem sztuki. Egipt dąży do odzyskania zabytku, proponując muzeum rekompensatę.